# Lambrecht (Pfalz)
Pour les articles homonymes, voir Lambrecht.
Lambrecht (Pfalz) est une ville allemande située dans le land de Rhénanie-Palatinat et l'arrondissement de Bad Dürkheim.

## Histoire
Pendant longtemps, Lambrecht a été réputée comme une ville de drapiers. Les réfugiés wallons originaire de Belgique qui ont émigré ici au XVIe siècle, ont développé une industrie florissante drapiers. C'est ainsi que dans la Wallonenstraße, une rue du centre-ville, est apparue une concentration de drapiers, avec de nombreuses entreprises de tissage manuel. Comme témoin de cette époque, on trouve le Zunfthaus ("Guildhall"), majestueux bâtiment, construit en 1606/1607, par le riche commerçant wallon Henri Clignet.[réf. nécessaire]